# John Doe (serie de televisión)
John Doe es una serie de televisión estadounidense, emitida por la Fox en Estados Unidos entre 2002 y 2003.
La serie fue cancelada tras su primera temporada, sin resolver el misterio de quién es «John Doe», dejando a los seguidores de esta serie con muchos cabos sueltos, pues el personaje principal logra rescatar a un ser querido de una organización que lo utiliza para un fin desconocido.
La serie está protagonizada por el actor Dominic Purcell (Prison Break) y varios de los episodios están dirigidos por Mimi Leder, directora de Deep Impact o  y de numerosos capítulos de la serie ER. El guion es de Mike Thompson.
El título de la serie significa en castellano ‘fulano’ o ‘sin nombre’ (no debe confundirse con la película homónima).

## Argumento
Es una serie fundamentalmente policiaca que narra la historia de John Doe, un hombre que no recuerda nada de su vida desde que se despertó desnudo en una pequeña isla en la costa de Seattle. Sin embargo, su cabeza contiene aparentemente todos los datos conocidos de cualquier materia. Habla cualquier lengua, resuelve problemas científicos y ayuda a la policía a resolver sus casos ya que sus conocimientos son infinitos.
John utilizará, a su vez, a la policía a la que ayuda para tratar de descubrir quién es realmente y cuál es la fuente de su conocimiento. También tiene la característica de ver lo que le rodea en blanco y negro, mientras que sus «recuerdos» pasan a ser en color.

### ¿Quién es John Doe?
Después de que la serie fue cancelada, uno de sus productores reveló el secreto de la verdadera identidad del personaje en una entrevista con TV Guide: la Organización Fénix, dijo, fue un grupo de investigación en experiencias cercanas a la muerte. Ellos creían que la suma total de los conocimientos en el universo les sería conferida en el momento de la muerte, por lo que mataron a John Doe y lo trajeron de vuelta a la vida, a fin de tener acceso a ese conocimiento.
El episodio final reveló que Digger, uno de los amigos más cercanos de John, era el verdadero líder de la Organización Fénix.
Una explicación sobre la identidad de Doe fue finalmente presentada por los productores del programa en las páginas de Entertainment Weekly. En el artículo se lee:
Donde lo dejamos: Doe estaba ayudando a la policía a resolver crímenes y estaba realizando un seguimiento de un grupo llamado la Organización Fénix. Finalmente, desenmascara al malo, un villano apodado Stocking Cap - su amigo, Digger (interpretado por William Forsythe)
Qué hubiera ocurrido: Hacen que alguien se parezca a Digger. El villano desenmascarado en la final fue sólo un miembro de Fénix con una fantástica reconstrucción facial. Al parecer, los Fénix creían que Doe era el Mesías y sus miembros eran en realidad la protección de Doe contra un segundo grupo, que lo quería muerto. La verdad: Doe fue herido en un accidente en bote. ¿Esa marca en el pecho? Una cicatriz dejada por un trozo de metralla de la explosión. ¿Su inteligencia? Un subproducto de la trascendencia de su cuerpo durante una experiencia cercana a la muerte, viajando a un plano espiritual, donde todas las preguntas del universo son respondidas.
Entonces, ¿quién es John Doe? "Usted pensaría que realmente se han conseguido por fin su nombre," reveló el productor del espectáculo. "No tenemos idea", admitió finalmente, antes de añadir "Fred".
- En el popular podcast semanal Diggnation, Alex Albrecht dice que se le dio una razón sobre la visión en blanco y negro, así como sobre todos los conocimientos que John Doe poseía. Se dice que cuando llegas a las puertas del cielo, obtienes la respuesta a cada pregunta que harías o que se lleguese a pedir. Y la razón para la visión en blanco y negro es un efecto de ser devuelto a la tierra.

"Varias personas ya convertidos en fanáticos, quedaron atónitos al descubrir que la serie se cancelaba por tratarse de un proyecto muy costoso y donde sus volúmenes de rating no eran suficientes para que valiera la pena. De esta manera la historia quedaba sin resolverse y sin un final propiamente dicho.
Al menos el misterio de saber quién es John Doe parece haber llegado a su fin, gracias a las palabras de su protagonista, quién dijo en una reciente entrevista que "John Doe es el mesías que ha regresado a la Tierra” y el grupo misterioso que lo persigue y no deja de inmiscuirse en su vida son agentes del Vaticano que no quieren que salga a la luz pública la información de que Cristo ha resucitado o regresado de nuevo entre nosotros.

## Elenco y personajes

### Personajes principales
- Dominic Purcell como John Doe.
- Jayne Brook como Teniente Jamie Avery.
- John Marshall como Frank Hayes.
- William Forsythe como Digger.
- Sprague Grayden como Karen Kawalski.

### Personajes recurrentes
- Rekha Sharma como Stella.
- David Lewis como Stu.
- Michelle Hart como Nance Fenton.
- Grace Zabriskie como Yellow Teeth.
- Gary Werntz como Trenchcoat.
- David Parker como Detective Roosevelt.
- Gabrielle Anwar como Rachel.

## Personal
- Creadores: Geoffrey Neigher, Adele Lim y David Manson
- Productores ejecutivos: Brandon Camp, Mimi Leder y Mike Thompson

## Episodios
| Capítulo | Título                   | Título original     | Dirección                 | Sinopsis |
| -------- | ------------------------ | ------------------- | ------------------------- | --- |
| 01       | Piloto                   | Pilot               | Mimi Leder                | Un hombre, que no sabe quién es, es encontrado en Puget Sound. Sabe todo lo que es posible saber y usa esa habilidad para hacer fortuna, primero en las carreras de caballos y luego en la bolsa. Adopta el nombre de John Doe. Más adelante, una niña es secuestrada y ayuda a la policía de Seattle a encontrarla.                                                                                                |
| 02       | Lazos de sangre          | Blood Lines         | Mimi Leder                | La amiga de John, Karen Kawalski (Sprague Grayden), es despedida y John la contrata como su asistente. También John ayuda a la policía de Seattle a salvar a un hombre y a su familia. El hombre había estado introduciendo extranjeros ilegalmente y cuando un grupo de ellos muere, un pariente de estos decide vengarse.                                                                                         |
| 03       | Doe, re: Me              | Doe Re: Me          | Henry Bronchtein          | John ayuda a los oficiales Teniente Jamie Avery (Jayne Brook) y Frank Hayes (John Marshall Jones) a resolver una serie de horrendos crímenes. Una madre que entregó a sus hijos gemelos en adopción (con malos resultados para ellos) se está vengando de todas aquellas personas implicadas en el proceso. También, un médico que descubre algo sobre el pasado de John es asesinado por una organización secreta. |
| 04       | Pasado imperfecto        | Past Imperfect      | Bill L. Norton            | El cuerpo de una mujer es encontrado en un tonel de hace 30 años. La policía identifica al propietario del viñedo quien inexplicablemente guarda un asombroso parecido con John, con su mismo aspecto pero 30 años atrás. El cuerpo podría ser el de su madre y John ayuda a capturar al asesino que podría ser su padre.                                                                                           |
| 05       | John Deux                | John Deux           | Félix Enríquez Alcalá     | Otro hombre es encontrado en Puget Sound. John le visita en el hospital y el hombre parece reconocerle antes de que saquen a John de la habitación. El hombre desaparece y John le encuentra. Un médico ha extraído ilegalmente los órganos del hombre y Frank salva a John antes de que le ocurra lo mismo. También, otro hombre que parecía saber algo sobre el pasado de John es asesinado.                      |
| 06       | Arte menor               | Low Art             | Dwight H. Little          | La confianza de Doe en Karen es cuestionada tras ser sospechosa del robo de una pieza de arte. |
| 07       | Estratagemas             | Mind Games          | Frederick King Keller     | Una madre con su hijo aparecen en la puerta de John, diciéndole que él es su padre. |
| 08       | Idaho                    | Idaho               | Henry Bronchtein          | Una serie de acontecimientos llevan a Doe hasta Idaho, donde se encuentra, aparentemente, con amigos de su familia. Sin embargo, no todo es lo que parece. |
| 09       | Destino manifiesto       | Manifest Destiny    | Leslie Libman             | John decide tomarse unas vacaciones y durante su vuelo un vicario es envenenado. John, junto a un detective de Scotland Yard y una médica neuróloga, debe descubrir la identidad del asesino antes de que más personas sean asesinadas. |
| 10       | El doliente              | The Mourner         | Mimi Leder                | John se ve atrapado en una batalla ingeniosa con "El doliente", un asesino en serie que deja una carta de simpatía sobre los cuerpos de sus víctimas. |
| 11       | John Doe cadáver         | John D.O.A.         | Michelle Maxwell MacLaren | Continuación y conclusión del episodio anterior. |
| 12       | Muerte silenciosa        | Tone Dead           | Randall Zisk              | John investiga el asesinato de un DJ. |
| 13       | Padre de familia         | Family Man          | Mimi Leder                | Tras una serie de secuestros, la policía acude a Doe para que les ayude a encontrar al culpable. |
| 14       | Polvo eres               | Ashes to Ashes      | Mimi Leder                | Cuando Karen es secuestrada por la Organización Phoenix, John ha de volver a Horseshoe Island. |
| 15       | Conexión psíquica        | Psychic Connection  | Ian Sander                | Un escéptico Doe se une a un físico para resolver un caso. |
| 16       | El intruso               | Illegal Alien       | Henry Bronchtein          | Cuando un astronauta estadounidense resulta tiroteado en los bosques de Seattle, John investiga la teoría de que pudo haber sido abducido por alienígenas. |
| 17       | Actúa o muere            | Doe or Die          | David Straiton            | Un agente resentido amenaza con propagar la viruela por el país. |
| 18       | Guardar como... John Doe | Save As... John Doe | Keith Samples             | La búsqueda de inteligencia artificial puede tener una conexión directa con el pasado de Doe. |
| 19       | Sobrecarga en el sistema | Shock to the System | Bobby Roth                | Doe pierde su conocimiento enciclopédico tras ser alcanzado por un rayo. También es retado por un asesino en serie. |
| 20       | Control remoto           | Remote Control      | Paul Shapiro              | Doe descubre el Instituto Séneca, donde "genios caídos" son condicionados a través de habilidades psíquicas. |
| 21       | La ascensión             | The Rising          | Mimi Leder                | La serie llega a un sorprendente final cuando John Doe utiliza sus habilidades para el análisis con el objetivo de encontrar a la Organización Phoenix |